# Olaf Lindstrøm
Olaf Lindstrøm (født 13. februar 1886 i Christiania, Norge -29. maj 1971) var en norsk født dansk fuldmægtig, kontorist og tennisspiller medlem af B.93. 
Lindstrøm spillede to VM i tennis:
1921 i single blev han slået ud i 1. runde af danskeren Erik Tegner. 
I herredouble spillede han sammen med Poul Groes, de blev slået ud i kvartfinalen af briterne Alfred Beamish og Arthur Gore, efter de havde slået det svensk/danske par Kurt Zetterberg og Aksel Petersen i 1. runde. 
I mixed double spillede han sammen med Frk. Warburg, de blev slået i 1. runde af danskerne Elsebeth Brehm og Erik Tegner.
1923 i single blev han slået ud i 3. runde af briten Walter Crawley efter at han havde slået spaniolerne Jaurrieta og Noblom i de to første runder. 
I herredouble spillede han sammen med Edmund Freudenthal, de blev slået ud i kvartfinalen af et andet dansk par: Erik Tegner og Leif Rovsing, efter at have slået spaniolerne Alonso og Flaquer i 2. runde. Danskerne havde stået over i 1. runde.
Lindstrøm vandt DM 1926 indendørs i herredouble med Povl Henriksen som også spillede for B.93. 
Lindstrøm var i 1929-1942 B.93s formand, inden det havde han siddet ni år i bestyrelsen som tennisrepræsentant.